# Marteilia
Marteilia es un género de Rhizaria que se comporta como parásito de los bivalvos. Son protozoos unicelulares que pertenecen al reino Animalia. Las especies principales son Marteilia sydneyi, Marteilia refringens y Marteilia cochillia. La enfermedad producida por Marteilia se conoce como marteiliosis, afecta al sistéma digestivo de los bivalvos alterando su fisiología, llegando a causar la muerte del animal, no provoca sin embargo enfermedad en humanos.

## Marteilia cochillia
Marteilia cochillia es un parásito que afecta principalmente a Cerastoderma edule (berberecho), especie de gran valor comercial, provocando la muerte del bivalvo. La especie Cerastoderma glaucum (berberecho verde o birollo) es menos sensible a la acción del parásito, por lo que en algunas áreas ha colonizado paulatinamente el territorio anteriormente ocupado por Cerastoderma edule.

## Marteilia refringens

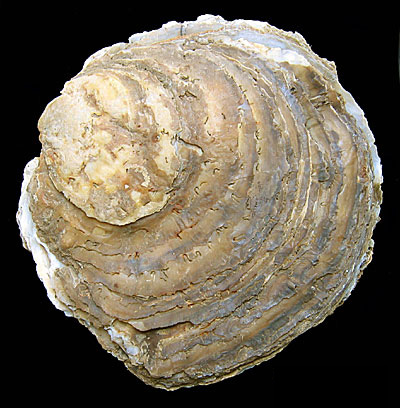
Ostrea edulis (ostra plana europea) es frecuentemente afectada por marteilia refringens

Marteilia refringens afecta a Ostrea edulis (ostra plana europea), Ostrea angasi, Ostrea puelchana y Ostrea chilensis (ostra chilena). Entre 1980 y 1983 la enfermedad disminuyó consideráblemente la producción de ostra en Francia, provocando una perdidas en el sector de alrededor de 400 millones de euros.

## Marteilia sydneyi
Marteilia sydneyi parasita principalmente a Saccostrea glomerata, especie endémica de Australia y Nueva Zelanda.